# HBTQ-rättigheter i Serbien
HBTQ-rättigheter i Serbien är de juridiska rättigheter som tillfaller och omfattar HBTQ-personer (homosexuella, bisexuella, transpersoner och queera).
Samkönade sexuella relationer är tillåtet sedan 1994. Sedan 2010 är diskriminering på grund av sexuell läggning förbjudet. Förbudet omfattar bland annat arbetsmarknad, offentlig service och utbildning.  Sedan 2013 är det dessutom förbjudet med hatbrott på grund av sexuell läggning och könsidentitet. Samtidigt anger den serbiska konstitutionen att äktenskap endast kan ingås mellan en man och en kvinna. 2019 inleddes rättsfall där två lesbiska par driver sin rätt att få gifta sig. 30 november 2020 meddelade den serbiska ministern för mänskliga rättigheter, Gordana Čomić, att ett lagförslag skulle läggas fram under våren 2021.
Sedan 2007 är det möjligt att ändra sitt juridiska kön och sedan 2019 krävs inte längre en könsbekräftande operation, däremot intyg från psykolog samt minst ett år av hormonbehandling.
Enligt människorättsorganisationen Civil Rights Defenders finns det ett starkt stöd för att avancera HBTQ-personers rättigheter i landet.

## HBTQ-rörelsen
Landets HBTQ-rörelse är en utsatt grupp som fortfarande möter motstånd från såväl nationalistiska som religiösa grupper. Landets första HBTQ-organisation, Arkadija, grundades 1990 och var verksam fram till 1995 när den lades ner. Den lesbiska organisationen Labris, som tidigare varit en del av Arkadijas verksamhet, blev en egen organisation och är idag en av Serbiens främsta HBTQ-organisationer. Idag finns över tjugo hbtq-organisationer runtom i Serbien.

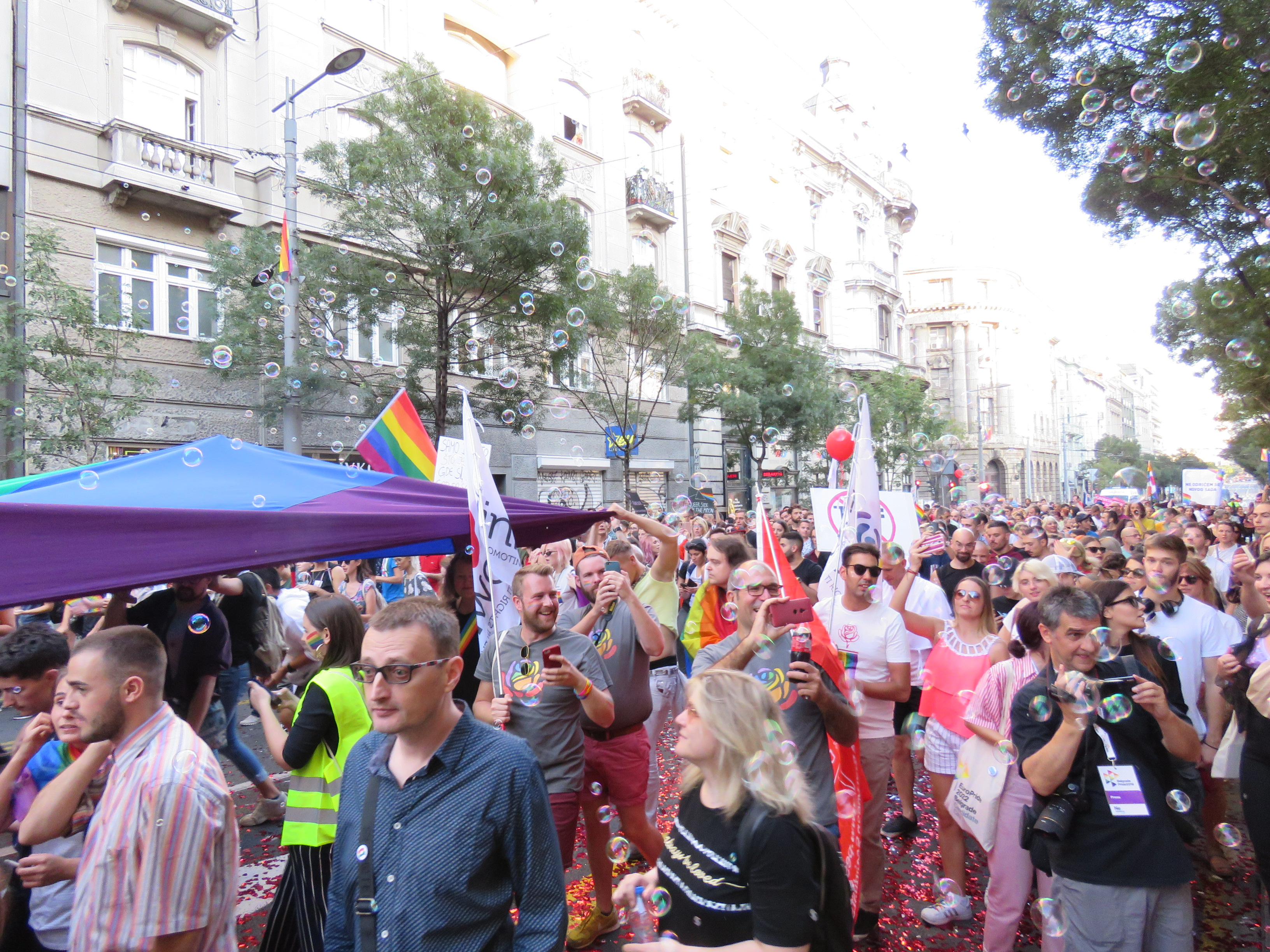
Belgrad Pride 2019

HBTQ-rörelsen har i flera år arbetat för att arrangera en prideparad i Belgrad. Den 30 juni 2001 gjordes det första försöket. Arrangemanget, som ofta benämns som ”Bloody Pride”, mötte stort motstånd och ett tusental män från fotbollsklubbar, ultranationalistiska Obraz och Serbiska radikala partiet attackerade paraden. Ett fyrtiotal personer i paraden skakades allvarligt. Händelserna understöddes av allmänheten och den serbisk-ortodoxa kyrkan. Ingen blev åtalad för händelserna. Ett flertal försök att arrangera pridefiranden gjordes följande år. 2009, 2011, 2012 samt 2013 förbjöds pridefirandet i Belgrad av säkerhetsskäl. Senare beslutade Serbiens författningsdomstol att förbuden 2009 och 2011 stred mot författningens skrivningar om mötesfrihet. Firandet 2010 attackerades av organiserade nationalister. Fjorton personer, däribland Obraz ledare Mladen Obradovic, dömdes till fängelse för att ha organiserat kravallerna. Representanter för HBTQ-rörelsen uttryckte i samband med 2012 års paradförsök att de upplevde ett ökat stöd från allmänhet och en större uppmärksamhet från medier.
Sedan 2014 hålls Belgrad Pride årligen. 2022 kommer Belgrad Pride att stå värd för Europride.

## Sociala förutsättningar
På grund av att Serbiens HBT-situation ser ut som den gör så väljer en hel del av dessa människor att söka asyl, skydd, i andra länder och platser i hopp om att kunna uttrycka sin identitet fritt någon annanstans, meddelar hbt-organisationen Labris. ILGA rapporterade dock under 2011 att ett flertal människor som sökt asyl nekats tilldelning av civilståndsintyg eftersom det kommit fram att anledningen till att de var tvungna att ha det endast var för att kunna ingå äktenskap eller partnerskap i en annan del av världen. 

## Översiktstabell
| Samkönade sexuella aktiviteter avkriminaliserade                                                                 | (Sedan år 1994)                               |
| Jämställd sexuell myndighetsålder                                                                                | (Sedan år 2006)                               |
| Lagstiftning mot diskriminering i arbetslivet                                                                    | (Sedan år 2005)                               |
| Lagstiftning mot diskriminering vid tillhandahållande av varor och tjänster                                      | (Sedan år 2009)                               |
| Lagstiftning mot diskriminering i alla andra områden (inklusive indirekt diskriminering, hets mot folkgrupp etc) | (Sedan år 2009)                               |
| Erkännande av samkönade parförhållanden                                                                          | Nej                                           |
| Samkönat äktenskap                                                                                               | (Konstitutionellt förbud sedan år 2006)       |
| Registrerat partnerskap                                                                                          | Nej                                           |
| Närståendeadoption                                                                                               | Nej                                           |
| Samkönad adoption                                                                                                | Nej                                           |
| Öppet homo- och bisexuella kan tjänstgöra i landets försvar                                                      | (Sedan år 2005)                               |
| Ändring av juridiskt kön tillåtet                                                                                | (Sedan år 2007)                               |
| Tillgång till IVF för samkönade par                                                                              | Nej                                           |
| Kommersiellt värdmödraskap                                                                                       | (Illegalt för alla, oavsett sexuell läggning) |
| Män som har sex med män kan donera blod                                                                          | / (Efter sex månader av abstinens)            |